# Goldston
Goldston is een plaats (town) in de Amerikaanse staat North Carolina, en valt bestuurlijk gezien onder Chatham County.

## Demografie
Bij de volkstelling in 2000 werd het aantal inwoners vastgesteld op 319.
In 2006 is het aantal inwoners door het United States Census Bureau geschat op 361, een stijging van 42 (13,2%).

## Geografie
Volgens het United States Census Bureau beslaat de plaats een oppervlakte van
2,0 km², geheel bestaande uit land. Goldston ligt op ongeveer 77 m boven zeeniveau.

## Plaatsen in de nabije omgeving
De onderstaande figuur toont nabijgelegen plaatsen in een straal van 32 km rond Goldston.